# Příchovice
Příchovice település Csehországban, a Dél-plzeňi járásban. Příchovice Lužany, Nezdice, Dolce, Horšice, Radkovice, Přeštice, Vlčí és Řenče településekkel határos. Lakosainak száma 1204 fő (2024. január 1.).

## Népesség
A település lakosságának változását az alábbi diagram mutatja:
| Lakosok száma | 911  | 911  | 1015 | 961  | 900  | 920  | 1083 | 1080 | 1165 | 1204 |
|               | 1869 | 1890 | 1921 | 1950 | 1980 | 2001 | 2017 | 2019 | 2022 | 2024 |